# Irwin Rose
Irwin Allan Rose (16 de julho de 1926 – 2 de junho de 2015) foi um biólogo estadunidense. Juntamente com Aaron Ciechanover e Avram Hershko, foi laureado com o Prêmio Nobel de Química de 2004 pela descoberta da degradação proteica mediada por ubiquitina.

## Educação e juventude
Rose nasceu no Brooklyn, Nova Iorque, em uma família judaica secular, filho de Ella (Greenwald) e Harry Royze, donos de uma loja de pisos. Rose estudou por um ano na Universidade Estadual de Washington antes de servir na Marinha durante a Segunda Guerra Mundial. Após retornar da guerra, formou-se bacharel em ciências em 1948 e doutor em bioquímica em 1952, ambos pela Universidade de Chicago. Realizou estudos pós-doutorais na Universidade de Nova Iorque.

## Carreira e pesquisa
Rose atuou como professor do departamento de bioquímica da Faculdade de Medicina de Yale entre 1954 e 1963. Em seguida, ingressou no Fox Chase Cancer Center, onde permaneceu até se aposentar em 1995. Também lecionou na Universidade da Pensilvânia na década de 1970 como professor de Bioquímica Física. Na época do anúncio do Nobel, era professor visitante no Departamento de Fisiologia e Biofísica da Escola de Medicina da Universidade da Califórnia em Irvine.
No Fox Chase Cancer Center, Rose treinou diversos pesquisadores de pós-doutorado, como Art Haas, Keith Wilkinson, e Cecile Pickart.

## Obra publicada
Quando iniciou seus trabalhos sobre ubiquitina, Irwin Rose já era um enzimologista renomado.

### Enzimologia clássica
Rose investigou diversas enzimas essenciais ao metabolismo, incluindo a acetato quinase, e a isomerase de fosfoglicose, além de estudar a cinética de diversas outras enzimas metabólicas com colegas como Edward O'Connell, Sidney Rieder e Jessie Warms.

### Ubiquitina
Após a descoberta da ubiquitina por Gideon Goldstein e colaboradores em 1975, Rose se dedicou profundamente ao estudo de sua função, em colaboração com Avram Hershko, Aaron Ciechanover e outros pesquisadores.

## Prêmios e homenagens
Rose recebeu o Prêmio Nobel de Química em 2004, juntamente com Aaron Ciechanover e Avram Hershko, por suas descobertas sobre a ubiquitina.

## Vida pessoal
Irwin Rose foi casado com Zelda Budenstein, com quem teve quatro filhos. Faleceu em 2 de junho de 2015, em Deerfield, Massachusetts. Sua esposa faleceu em 2016.

## Outras fontes
- Hershko, A., Ciechanover, A., and Rose, I.A. (1979) "Resolution of the ATP-dependent proteolytic system from reticulocytes: A component that interacts with ATP". Proc. Natl. Acad. Sci. USA 76, pp. 3107-3110.
- Hershko, A., Ciechanover, A., Heller, H., Haas, A.L., and Rose I.A. (1980) "Proposed role of ATP in protein breakdown: Conjugation of proteins with multiple chains of the polypeptide of ATP-dependent proteolysis". Proc. Natl. Acad. Sci. USA 77, pp. 1783-1786.